# S/2004 S 37
S/2004 S 37 este un satelit natural al lui Saturn. Descoperirea sa a fost anunțată de Scott S. Sheppard⁠(d), David C. Jewitt⁠(d) și Jan Kleyna⁠(d) pe 8 octombrie 2019 din observații efectuate între 12 decembrie 2004 și 2 februarie 2006. 
S/2004 S 37 are aproximativ 4 kilometri în diametru și îl orbitează pe Saturn la o distanță medie de 15,892 Gm în 748,18 zile, la o înclinație de 163° față de ecliptică, în sens retrograd și cu o excentricitate de 0,497. 